# Tân Bình, Tân Trụ
Tân Bình là một xã thuộc huyện Tân Trụ, tỉnh Long An, Việt Nam.
Tên của xã được ghép từ tên của hai xã cũ là An Nhựt Tân và Mỹ Bình.

## Địa lý
Xã Tân Bình nằm ở phía bắc huyện Tân Trụ, có vị trí địa lý:
- Phía đông giáp huyện Cần Đước
- Phía tây giáp huyện Thủ Thừa
- Phía nam giáp các xã Bình Trinh Đông, Lạc Tấn và Quê Mỹ Thạnh
- Phía bắc giáp huyện Bến Lức.

Xã Tân Bình có diện tích 16,72 km², dân số năm 2018 là 9.982 người, mật độ dân số đạt 597 người/km².

## Lịch sử
Địa bàn xã Tân Bình hiện nay trước đây vốn là hai xã An Nhựt Tân và Mỹ Bình thuộc huyện Tân Trụ.
Trước khi sáp nhập, xã An Nhựt Tân có diện tích 10,14 km², dân số là 5.954 người, mật độ dân số đạt 587 người/km². Xã Mỹ Bình có diện tích 6,58 km², dân số là 4.028 người, mật độ dân số đạt 612 người/km².
Ngày 17 tháng 12 năm 2019, Ủy ban thường vụ Quốc hội ban hành Nghị quyết số 836/NQ-UBTVQH14 về việc sắp xếp các đơn vị hành chính cấp xã thuộc tỉnh Long An (nghị quyết có hiệu lực từ ngày 1 tháng 1 năm 2020). Theo đó, sáp nhập toàn bộ diện tích và dân số của xã Mỹ Bình và xã An Nhựt Tân thành xã Tân Bình.

## Hành chính
xã Tân Bình có 6 ấp, gồm: ấp 1, ấp 2, ấp 3, ấp Bình Hòa, ấp Bình Tây, ấp Bình Đông.